# 拉拉 (頭銜)
拉拉（波斯語：‎）是源自波斯語的字彙，為鄂圖曼帝國和薩法維帝國統治時期對導師或家教的稱呼。

## 歷史
在鄂圖曼帝國的傳統中，通常會由經驗豐富的政治家來擔任年輕皇子的拉拉。當皇子們在年紀尚輕時，便會被派往帝國各地的桑贾克擔任桑賈克貝伊接受磨練，而伴隨他們前往任職的拉拉將從旁教育並負責培訓皇子，這項作法其目的是為了幫助皇子準備好將來繼位後所需的政治能力，當有朝一日皇子登基成為蘇丹後，他的拉拉通常也會隨之高升被拔擢至維齊爾的高位。直到十六世紀末第13任蘇丹穆罕默德三世以前，所有的蘇丹於繼承王位前都擔任過一段時間的桑賈克貝伊，第一個未踐行此項慣例的是第14任的蘇丹艾哈迈德一世，他於青少年時期便繼承了蘇丹的寶座，在此之後皇子繼位前需擔任桑賈克貝伊的傳統被打破，也因此連帶導致拉拉一職的沒落。

## 阿德貝格與拉拉
由拉拉負起教導皇子責任的傳統甚至比鄂圖曼帝國的歷史還要悠久而古老，早在塞尔柱帝国時代與拉拉同樣負責監護與輔佐皇子的政治家們被稱為阿德貝格，儘管阿德貝格與拉拉兩者的職務性質相像，但在採行高度封建制度下的塞爾柱帝國，只要當各地的阿德貝格一旦察覺中央的統治力量有所弱化，此時阿德貝格們往往會運用手中握有的權力擺脫帝國的掌控而獨立（如埃爾迪古茲王朝和赞吉王朝的創立者），相比之下鄂圖曼政府中央集權的程度更高，幾乎沒有任何一位拉拉試圖脫離帝國建立自己的政權。

## 擁有拉拉頭銜的大維齊爾
| 名字                         | 任期           | 君主         |
| ---------------------------- | -------------- | ------------ |
| 巴耶济德帕夏                 | 1413年－1421年 | 穆罕默德一世 |
| 扎加诺斯帕夏                 | 1453年－1456年 | 穆罕默德二世 |
| 小钱达尔勒·易卜拉欣帕夏      | 1498年－1499年 | 巴耶济德二世 |
| 拉拉·穆斯塔法帕夏            | 1580年         | 塞利姆二世   |
| 泰凯利·拉拉·穆罕默德帕夏     | 1595年         | 穆罕默德三世 |
| 索庫魯扎德·拉拉·穆罕默德帕夏 | 1604年－1606年 | 艾哈迈德一世 |